# Gledeshuset Vestindien
Gledeshuset Vestindien var en berömd norsk bordell, verksam i Bergen i Norge mellan 1807 och 1876. Den har kallats Norges mest berömda bordell under sin samtid. 